# TNM
TNM (аббревиатура от tumor, nodus и metastasis) — международная классификация стадий злокачественных новообразований.

## История Системы TNM
Система TNM для классификации злокачественных новообразований была разработана Пьером Денуа (Pierre Denoix) (Франция) в 1943—1952 гг.
В 1950 г. при Международном противораковом союзе был создан Комитет по номенклатуре и статистике опухолей. В качестве основы для разработки классификации клинических стадий заболеваний были взяты определения местной распространённости злокачественных новообразований. Эти определения были предложены Подкомитетом Всемирной организации здравоохранения (ВОЗ) по регистрации случаев злокачественных опухолей и ранее указывались в Статистических отчётах ВОЗ.
В 1953 г. в рамках Международного конгресса по радиологии прошло совместное заседание Комитета по номенклатуре и статистике опухолей и Международной комиссии по стадированию и результатам лечения злокачественных новообразований. На этом заседании была достигнута договорённость по основным методам классификации новообразований с использованием Системы TNM.
В 1954 г. Исследовательской комиссией при Международном противораковом союзе был организован особый Комитет по классификации клинических стадий и прикладной статистике (далее — Комитет) с целью «продолжить исследования в этом направлении и дополнить общие принципы классификации злокачественных новообразований различных локализаций».
В 1958 г. Комитет опубликовал первые рекомендации по классификации клинических стадий злокачественных опухолей молочной железы и гортани, а также другие результаты своей работы.
Во второй публикации, выпущенной в 1959 г., были представлены пересмотренные предложения по определению стадий опухолей молочной железы для их клинического использования и оценки в последующие пять лет (1960—1964 гг.)
С 1960 по 1967 г. Комитет опубликовал девять брошюр с основными принципами классификации новообразований 23 локализаций. Также было рекомендовано провести проспективные и ретроспективные пятилетние исследования предложенных принципов для каждой из локализаций.
В 1968 г. все девять брошюр были объединены в книгу, изданную Livre de Poche, а год спустя было выпущено дополнительное издание, содержащее детальные рекомендации по проведению практических исследований, подготовке конечных результатов, а также определению понятий и расчёту коэффициента выживаемости при злокачественных новообразованиях. В дальнейшем это издание было переведено на 11 языков.
В 1974 и 1978 гг. были опубликованы второе и третье издания книги, содержащие классификации новообразований новых локализаций, а также некоторые исправления. Третье издание было расширено и пересмотрено в 1982 г., в него вошли новые классификации некоторых опухолей у детей. Работа по составлению этих классификаций была осуществлена совместно с Международным обществом по детской онкологии (La Societe Internationale d’Oncologie Pediatrique, SIOP). В 1985 г. отдельно была издана классификация опухолей глаза.
По мере использования Системы TNM разрабатывались и внедрялись различные новые варианты и правила классификации опухолей некоторых локализаций. Для коррекции и упорядочения этих изменений национальные Комитеты TNM в 1982 г. договорились о введении единой Системы TNM. Для унификации и обновления существующих классификаций, а также с целью разработки новых был проведён ряд конференций, результатом которых стало четвёртое издание Классификации TNM.
В 1993 г. вышло «Приложение к Классификации TNM». Приложение содержало детальные разъяснения правил использования системы TNM с практическими примерами, а также предложения по новым классификациям и детализированную информацию по избранным категориям. Второе и третье издания Приложения были выпущены в 2001 г. и 2003 г., соответственно.
В 1995 г. вышла книга «Прогностические факторы злокачественных образований», объединившая различные прогностические факторы злокачественных новообразований (как анатомические, так и неанатомические) для каждой области тела. В 2001 г. издание расширено и дополнено, особое внимание уделялось значимости каждого из факторов. В третьем издании, вышедшем в 2006 г., каждый из факторов оценивался, исходя из принципов доказательности.
В настоящее время актуальным является восьмое издание Классификации TNM, опубликованное в 2017 г. Оно содержит правила классификации и стадирования, аналогичные представленным в седьмом издании руководства по стадированию злокачественных новообразований Объединённого американского комитета по раку (American Joint Committee on Cancer, AJCC), выпущенном в 2009 г. Это руководство принято всеми национальными Комитетами TNM. Международный противораковый союз признаёт необходимость поддержания стабильности Системы TNM и накопления при этом новых данных, собранных надлежащим образом в течение разумного промежутка времени. Таким образом, актуальная версия Классификации TNM должна оставаться неизменной до тех пор, пока новые технологии в диагностике и лечении новообразований конкретной локализации не потребуют пересмотра текущей классификации.
Развитие и поддержание системы, соответствующей всем предъявляемым к ней требованиям, возможно только в случае тесного взаимодействия между многими национальными и международными комитетами. Только в этом случае все специалисты, занимающиеся вопросами онкологии, смогут «говорить на одном языке», сравнивать клинические данные и оценивать результаты лечения. Несмотря на то, что классификации основаны на опубликованных данных, в спорных случая рекомендуется опираться на результаты международных соглашений. Важной целью Международного противоракового союза является достижение согласия в вопросе классификации анатомической распространённости заболевания.

## Принципы Системы TNM
Практика разделения злокачественных новообразований на группы в соответствии со стадиями основана на том факте, что выживаемость пациентов была выше в тех случаях, когда образование было локальным и опухоль не распространилась за пределы поражённого органа. Эти группы также часто называют «ранними случаями» и «поздними случаями», исходя из того, что заболевание относительно равномерно прогрессирует со временем. Фактически стадия заболевания на момент постановки диагноза может отражать не только скорость роста и распространения образования, но и тип опухоли, а также особенности взаимодействия между опухолью и организмом.
Разделение новообразований на группы в зависимости от их распространённости — это своеобразная дань традиции, кроме того, оно необходимо для анализа разных групп пациентов. Международный противораковый союз считает необходимым достичь полного согласия в вопросах учёта данных о распространённости опухоли той или иной локализации, так как точные клинические и гистологические данные о злокачественных новообразованиях служат следующим целям:
- планирование лечения;
- учёт прогностических факторов;
- оценка результатов лечения;
- обмен информацией между разными медицинскими центрами;
- непрерывный процесс изучения злокачественных новообразований;
- контроль за злокачественными новообразованиями.

Основной целью международного соглашения по систематизации злокачественных новообразований является возможность обмена информацией между разными исследователями без её искажения.
Опухоли могут быть классифицированы по множеству принципов: локализации, течению, распространённости, длительности тех или иных симптомов, полу и возрасту пациентов, гистологическому типу и стадии. Все эти принципы являются своеобразными переменными, влияющими на исход заболевания. Классификацию новообразований по Системе TNM применяют, прежде всего, для описания анатомического распространения опухоли, определяемого её клиническими и гистологическими особенностями.
Перед клиницистом всегда стоит задача, которая требует скорейшего решения — дать прогноз заболевания и выбрать самый эффективный метод лечения. Для её решения требуется, помимо прочего, объективная оценка распространённости новообразования. Кроме того, в последнее время наблюдается отход от принципа стадийности в описании новообразования в пользу интерпретируемых описаний с той или иной формой обобщения.
Таким образом, классификация должна быть такой, чтобы:
1) её главные принципы можно было применить к новообразованиям любой локализации вне зависимости от применяемого лечения;
2) в дальнейшем её можно было бы дополнять результатами хирургического вмешательства и гистологического исследования.
Система TNM отвечает этим требованиям.

## Общие правила Системы TNM
В основе Системы TNM для описания анатомической распространённости новообразования лежат 3 компонента:
- Первый — T (лат. tumor — опухоль, припухлость) — распространённость первичной опухоли,
- Второй — N (лат. nodus — узел) — наличие, отсутствие и распространённость метастазов в регионарных лимфатических узлах,
- Третий — M (греч. μετάστασις — перемещение) — наличие или отсутствие отдалённых метастазов.

Цифра рядом с компонентом указывает на степень распространённости злокачественного новообразования:
- T0, T1, T2, T3, T4
- N0, N1, N2,N3
- M0, M1

Таким образом, Система TNM является кратким руководством для описания распространённости специфических злокачественных новообразований.
Основные правила классификации новообразований любой локализации
- Во всех случаях требуется гистологическое подтверждение диагноза. Случаи, когда подтверждение невозможно, необходимо описывать отдельно.
- Для каждой локализации есть две классификации, а именно:
  - клиническая классификация (cTNM или TNM): классификация до лечения, которую используют для выбора и оценки эффективности лечения. Она основана на признаках, выявленных до начала лечения путём физикального исследования, а также на результатах лучевых и эндоскопических методов исследования, предоперационных биопсий и диагностических вмешательств;
  - патологоанатомическая классификация (pTNM): классификация после хирургического вмешательства для выбора дополнительной терапии, получения дополнительной информации о прогнозе лечения, а также статистического учёта результатов лечения. Эта классификация основана на данных, полученных до начала лечения, которые в дальнейшем дополняются или изменяются, исходя из результатов хирургического вмешательства и патологоанатомического исследования. Морфологическую оценку распространённости первичной опухоли (категория pT) проводят после резекции или биопсии новообразования. Поражение регионарных лимфатических узлов (категория pN) оценивают после их удаления. При этом отсутствие метастазов обозначают как pN0, а наличие — тем или иным значением pN. Эксцизионная биопсия лимфатических узлов без гистологического исследования первичной опухоли не является достаточным основанием для установления категории pN и относится к клинической классификации. Наличие отдалённых метастазов (pM) определяется с помощью микроскопического исследования.
- После определения категорий T, N,и M и/или pT, pN и pM их группируют в ту или иную стадию заболевания. Установленные категории TNM, а также стадия заболевания должны оставаться в медицинской документации неизменными. Данные клинической и патологоанатомической классификации могут комбинироваться в тех случаях, когда представленная в них информация дополняет друг друга.
- Если в конкретном случае есть сомнения при определении точного значения категории T, N или M, необходимо выбрать категорию с меньшим значением. Это же правило действует и при выборе стадии заболевания.
- В случае множественных первичных опухолей одного органа категории T присваивается максимальное среди этих опухолей значение. При этом множественный характер образования или число первичных опухолей должно быть указано в скобках после значения T, например T2(m) или T2(5). В случае симультанных билатеральных (двусторонних) первичных новообразований парных органов каждое из них должно быть классифицировано по отдельности. При опухолях печени, яичника и фаллопиевых (маточных) труб множественность является критерием категории T, тогда как при опухолях лёгких множественность может быть критерием как категории T, так и M.
- Определения категорий TNM и стадий заболевания могут быть перенесены или расширены для клинических или исследовательских целей с учётом того, что основные рекомендованные определения останутся неизменными. Так, например, любая из категорий T, N и M может быть поделена на подгруппы.

## Клиническая классификация TNM
- T — первичная опухоль
  - ТХ — первичная опухоль не может быть оценена;
  - T0 — данные о первичной опухоли отсутствуют;
  - Тis — карцинома in situ;
  - Т1-Т4 — увеличение размеров и/или степени распространённости первичной опухоли.
- N — регионарные лимфатические узлы
  - NХ — регионарные лимфатические узлы не могут быть оценены;
  - N0 — нет метастазов в регионарных лимфатических узлах;
  - N1-N3 — увеличение степени вовлечённости регионарных лимфатических узлов.
- М — отдалённые метастазы
  - М0 — нет отдалённых метастазов;
  - М1 — есть отдалённые метастазы.

Примечания: Ранее применявшаяся категория MX (отсутствие данных об отдалённых метастазах) признана нецелесообразной последней редакцией классификации TNM, так как оценка отдалённых метастазов может быть основана только на данных физикального исследования (категория MX не может быть определена).
Категория M1 в дальнейшем может быть уточнена в соответствии со следующими локализациями:
| локализация        | обозначение    |
| ------------------ | -------------- |
| Лёгкие             | PUL (C34)      |
| Кости              | OSS (C40, 41)  |
| Печень             | HEP (C22)      |
| Головной мозг      | BRA (C71)      |
| Лимфатические узлы | LYM (C77)      |
| Костный мозг       | MAR (C42.1)    |
| Плевра             | PLE (C38.4)    |
| Брюшина            | PER (C48.1, 2) |
| Надпочечники       | ADR (C74)      |
| Кожа               | SKI (C44)      |
| Другие органы      | OTH            |

Подкатегории в Классификации TNM
Подкатегории некоторых основных категорий используют при необходимости дополнительного уточнения (например, T1a, T1b или N2a, N2b).

## Патологоанатомическая классификация TNM
- pT — первичная опухоль
  - pТХ — первичная опухоль не может быть оценена гистологически;
  - pT0 — отсутствие гистологических признаков первичной опухоли;
  - pTis — карцинома in situ;
  - pТ1-pТ4 — увеличение размеров и/или степени распространённости первичной опухоли, установленных при гистологическом исследовании.
- pN — регионарные лимфатические узлы
  - pNХ — регионарные лимфатические узлы не могут быть оценены гистологически;
  - pN0 — при гистологическом исследовании отсутствуют метастазы в регионарных лимфатических узлах;
  - pN1-pN3 — увеличение степени вовлечённости регионарных лимфатических узлов, установленной при гистологическом исследовании.

Примечания:
- Прорастание первичной опухоли в лимфатические узлы расценивают как метастаз в лимфатических узлах.
- Опухолевые депозиты (сателлиты), например макро- и микроскопические гнёзда или узелки в зоне дренирующих первичную опухоль лимфатических сосудов без гистологических признаков остаточной ткани лимфатических узлов в таких образованиях, могут быть продолжением первичной опухоли, не связанными с ней узлами, результатом венозной инвазии (V1/2) или полного замещения ткани лимфатического узла опухолевой тканью. Если патолог подозревает, что такой узелок представляет собой замещённую опухолевыми клетками ткань лимфатического узла (обычно она имеет гладкие контуры), он обязан обозначить данный феномен как метастаз в лимфатическом узле. При этом каждый узелок должен быть зафиксирован как отдельный лимфатический узел в окончательном значении категории pN.
- Метастаз в любом лимфатическом узле, не являющемся регионарным, должен быть расценен как отдалённый метастаз.
- Если критерием категории pN является размер, то измеряют только метастаз, а не весь лимфатический узел.
- При наличии только микрометастазов в регионарных лимфатических узлах, то есть метастазов, максимальный размер которых не превышает 0,2 см, к значению pN в скобках добавляют (mi), например pN1(mi).
- Необходимо указывать число удалённых и поражённых лимфатических узлов.
- pМ — отдалённые метастазы
  - pМ1 — отдалённый метастаз подтверждён при гистологическом исследовании.

Примечания:
- Категории pМ0 и pMX в настоящее время не используют;
- Категория pМ1 в дальнейшем может быть детализирована так же как и категория M1 (уточнение локализации отдалённых метастазов, см. выше).

## «Сторожевой» лимфатический узел
«Сторожевой» лимфатический узел — это первый лимфатический узел, в который попадает оттекающая от первичной опухоли лимфа. Если в ткани этого узла есть опухолевые клетки, следовательно они могут быть и в других лимфатических узлах. Если опухолевые клетки в «сторожевом» узле отсутствуют, то, скорее всего, их нет и в других лимфатических узлах (редко имеются несколько «сторожевых» лимфатических узлов).
При учёте состояния «сторожевого» лимфатического узла используют следующие обозначения:
- pNX(sn) — «сторожевой» лимфатический узел не может быть оценен;
- pN0(sn) — нет метастазов в «сторожевом» лимфатическом узле;
- pN1(sn) — метастаз в «сторожевом» лимфатическом узле.

## Изолированные клетки опухоли
Изолированные клетки опухоли (ИКО) — это единичные опухолевые клетки или их скопления, максимальный размер которых не превышает 0,2 см и которые могут быть выявлены при рутинном гистологическом (при окраске гематоксилином и эозином) или иммуногистохимическом исследовании. Дополнительным критерием включения в группу ИКО является наличие в одном гистологическом срезе не более 200 опухолевых клеток. В типичных случаях ИКО не обладают признаками метастатической активности (такими как пролиферация или стромальная реакция) и не проникают через стенку сосудов или лимфатических синусов. Наблюдения, в которых ИКО обнаруживают в лимфатических узлах или на удалении от первичной опухоли, должны быть классифицированы как N0 и М0, соответственно. То же относится и к случаям, когда опухолевые клетки или их компоненты обнаруживают с помощью неморфологических методов (проточная цитофлюометрия или анализ ДНК). Такие наблюдения необходимо анализировать отдельно. Их классифицируют следующим образом:
| категория | статус |
| --------- | --- |
| pN0       | При гистологическом исследовании метастазы в регионарных лимфатических узлах отсутствуют, исследование на наличие ИКО не проводилось       |
| pN0(i-)   | При гистологическом исследовании метастазы в регионарных лимфатических узлах отсутствуют, при гистологическом исследовании ИКО не выявлены |
| pN0(i+)   | При гистологическом исследовании метастазы в регионарных лимфатических узлах отсутствуют, при гистологическом исследовании выявлены ИКО    |
| pN0(mol-) | При гистологическом исследовании метастазы в регионарных лимфатических узлах отсутствуют, ИКО неморфологическими методами не выявлены      |
| pN0(mol+) | При гистологическом исследовании метастазы в регионарных лимфатических узлах отсутствуют, ИКО выявлены неморфологическими методами         |

Наблюдения, в которых исследованию на ИКО подвергался «сторожевой» лимфатический узел, классифицируют следующим образом:
| категория     | статус |
| ------------- | --- |
| pN0(i-)(sn)   | При гистологическом исследовании метастазы в «сторожевом» лимфатическом узле отсутствуют, при гистологическом исследовании ИКО не выявлены |
| pN0(i+)(sn)   | При гистологическом исследовании метастазы в «сторожевом» лимфатическом узле отсутствуют, при гистологическом исследовании выявлены ИКО    |
| pN0(mol-)(sn) | При гистологическом исследовании метастазы в «сторожевом» лимфатическом узле отсутствуют, ИКО неморфологическими методами не выявлены      |
| pN0(mol+)(sn) | При гистологическом исследовании метастазы в «сторожевом» лимфатическом узле отсутствуют, ИКО выявлены неморфологическими методами         |

## Гистологическая классификация
Гистологическую степень злокачественности (Grade, G) для новообразований большинства локализаций указывают следующим образом:
- GX — степень дифференцировки опухоли не может быть определена;
- G1 — высокодифференцированная опухоль;
- G2 — умеренно дифференцированная опухоль;
- G3 — низкодифференцированная опухоль;
- G4 — недифференцированная опухоль.

Примечание: При некоторых условиях категории G3 и G4 могут быть объединены в виде G3-4, то есть «низкодифференцированная — недифференцированная опухоль». В классификациях сарком костей и мягких тканей используют термины «высокая степень злокачественности» и «низкая степень злокачественности». Особые системы оценки степени злокачественности разработаны для опухолей молочной железы, тела матки, предстательной железы и печени.

## Дополнительные критерии
Для некоторых особых случаев в Системах TNM и pTNM существуют дополнительные критерии, обозначаемые символами «m», «y», «r» и «a». Несмотря на то, что их использование не меняет установленную стадию заболевания, они указывают на случаи, которые требуют отдельного дополнительного анализа.
Символ «m» используют для указания на наличие множественных первичных опухолей в одной области (см. общие правила Системы TNM).
Символ «y» применяется в тех случаях, когда опухоль оценивают во время или сразу после комплексного лечения, при этом значения категорий cTNM или pTNM сопровождаются префиксом «y». Значения ycTNM или ypTNM характеризуют распространённость опухоли на момент исследования. Префикс «y» учитывает распространённость опухоли до начала комплексного лечения.
Символ «r» в качестве префикса употребим при оценке рецидивных опухолей после безрецидивного периода.
Символ «a», использованный в виде префикса, указывает на то, что опухоль классифицирована после аутопсии.

## Необязательные критерии
- L — инвазия в лимфатические сосуды
  - LХ — инвазия в лимфатические сосуды не может быть оценена;
  - L0 — нет инвазии в лимфатические сосуды;
  - L1 — есть инвазия в лимфатические сосуды.
- V — сосудистая инвазия
  - VХ — сосудистая инвазия не может быть оценена;
  - V0 — нет инвазии;
  - V1 — микроскопически выявленная сосудистая инвазия;
  - V2 — макроскопически выявленная сосудистая инвазия.
- Pn — периневральная инвазия
  - PnХ — периневральная инвазия не может быть оценена;
  - Pn0 — нет периневральной инвазии;
  - Pn1 — есть периневральная инвазия.
- C-фактор

С-фактор, или фактор определённости, отражает достоверность и обоснованность классификации в зависимости от использованных диагностических методов. Его использование необязательно.
Определения С-фактора:
| категория | статус |
| --------- | --- |
| С1        | Классификация основана на результатах стандартных диагностических процедур (осмотр, пальпация, рутинная рентгенография и эндоскопическое исследование просвета полых органов с целью выявления опухолей некоторых органов) |
| С2        | Классификация основана на результатах специальных диагностических исследований (рентгенография в специальных проекциях, томографическое исследование, компьютерная томография, ультрасонография, лимфо- и ангиография, сцинтиграфия, магнитно-резонансная томография, эндоскопия, цитологическое и гистологическое исследования) |
| С3        | Классификация основана на результатах диагностического хирургического вмешательства с биопсией и цитологическим исследованием |
| С4        | Данные о распространённости процесса получены после полноценного хирургического вмешательства с гистологическим исследованием удалённого образования |
| С5        | Классификация основана на данных аутопсии |

Примечания:
- Значение C-фактора может быть присвоено любой из категорий T, N и M. Например, наблюдение может быть описано как T3C2, N2C1, M0C2.

Таким образом, клиническая классификация cTNM обычно соответствует значению фактора определённости C1, C2 и C3, тогда как патологоанатомическая классификация pTNM обычно соответствует значению C4.

## Классификация остаточных опухолей R
Наличие или отсутствие остаточной опухоли после лечения указывают в категории R.
Примечания:
- Некоторые исследователи считают, что категория R может быть использована только в отношении первичных опухолей и их местных или регионарных разрастаний. Другие применяют данную категорию шире, в том числе для обозначения отдалённых метастазов, поэтому при использовании категории R необходимо отмечать указанные особенности.

Обычно с помощью классификации TNM и pTNM описывают анатомическую распространённости опухоли без учёта проведённого лечения. Эти классификации могут быть дополнены категорией R, которая описывает состояние опухоли после лечения. Она отражает эффективность терапии, влияние дополнительных методов лечения на исход заболевания, а кроме того является прогностическим фактором.
Значения категории R:
- - RХ — остаточная опухоль не может быть оценена;
  - R0 — нет остаточной опухоли;
  - R1 — микроскопически выявленная остаточная опухоль;
  - R2 — макроскопически выявленная остаточная опухоль.

## Группировка в стадии
Систему TNM используют для описания и документирования анатомической распространённости заболевания. С целью объединения и анализа данных категории могут быть сгруппированы в стадии. В Системе TNM определено, что карцинома in situ относится к стадии 0. Опухоли, не выходящие за пределы органа, из которого они происходят, в большинстве случаев относятся к стадиям I и II. Местно распространённые опухоли и опухоли с поражением регионарных лимфатических узлов относят к стадии III, а опухоли с отдалёнными метастазами — к стадии IV. Стадии установлены таким образом, чтобы, насколько это возможно, каждая из образовавшихся групп была более или менее однородной по показателю выживаемости и чтобы коэффициенты выживаемости в группах для новообразований разных локализаций были различными.
При группировке в стадии с использованием патологоанатомической классификации pTNM в тех случаях, когда исследуемая ткань была удалена для патологоанатомического исследования с целью выяснения максимального значения категорий T и N, категория M может быть как клинической (сM1), так и патологоанатомической (pM1). При наличии гистологического подтверждения отдалённых метастазов категория pM1 и стадии будут патологоанатомически подтверждёнными.
Несмотря на то, что распространённость опухоли, описываемая с помощью Классификации TNM, является значимым прогностическим фактором онкологического заболевания, многие другие факторы также оказывают большое влияние на исход заболевания. Часть из них включена в сгруппированные стадии заболевания, например степень злокачественности (для сарком мягких тканей) и возраст пациентов (для рака щитовидной железы). Эти классификации в седьмом издании Классификации TNM остаются неизменными. Во вновь пересмотренных классификациях рака пищевода и предстательной железы сохранена группировка в стадии, основанная на принципе распространённости опухоли, а также добавлена система группировки по прогнозу, включающая ряд прогностических факторов.